# Koreai buddhizmus
A koreai buddhizmus megkülönböztethető a buddhizmus más formáitól, mivel kísérletet tesz feloldani azokat az ellentmondásokat, amelyeket a mahájána buddhizmusban tapasztal. A korai koreai szerzetesek úgy vélték, hogy belső inkonzisztenciákat tartalmaznak azok a hagyományok, amelyeket más országokból vettek át. Ezek megszüntetése érdekében kifejlesztették a buddhizmus új, holisztikus megközelítését. Ez a megközelítés lényegében minden nagyobb koreai gondolkodóra jellemző, és a buddhizmus különálló változatát eredményezte.
A modern koreai buddhizmus legnagyobb részét a szon (angol átírásban: seon) nevű ág teszi ki, amelyet főként a csogje-rend képvisel. A szonnak erős kapcsolata van más mahájána tanokkal, így magán viseli a kínai csan tanítások nyomát, és közel áll a zenhez. A koreai buddhizmus nagyban hozzájárult a kelet-ázsiai buddhizmushoz, különösen a korai kínai, japán és tibeti iskolákhoz.

## Történelmi áttekintés
A buddhizmus Kínán keresztül 372-ben jutott el a Koreai-félszigetre. Ekkor a sámánizmus volt a helyi koreai vallás. Nem látszott konfliktus a természettisztelet rítusaival, ezért a buddhizmus összekeveredett a sámánizmussal. Azok a hegyek, amelyeket a buddhizmus előtti időkben a szellemek lakóhelyének hittek, a buddhista templomok helyeivé váltak. A koreai buddhizmus elfogadta a koreai sámánizmus főbb szellemeit, és még manapság is több templomában tisztelik ezeket. A buddhizmusnak és a sámánizmusnak ez a keveréke vált koreai buddhizmusként ismertté, noha Buddha alapvető tanításai megmaradtak. Pekcsében 384-től, Sillában 535-től lett államvallás.
Bár kezdetben széles elfogadottságot élvezett, még állami ideológiaként is támogatták, a buddhizmus Koreában erős elnyomatást szenvedett el a Csoszon-dinasztia idején, ami több mint ötszáz évig tartott. Ebben az időszakban a buddhizmus helyett a neokonfucianizmus lett az állam hivatalos ideológiája. Csak miután a buddhista szerzetesek segítettek visszaverni egy japán inváziót a 16. század végén, állt meg a buddhizmus üldözése. Ennek ellenére a buddhizmus elnyomott maradt a Csoszon-dinasztia végéig. Helyzete valamennyit javult a gyarmati időszakban (1910−1945). A második világháborút követően pedig ismét bizonyos mértékű elfogadottságot nyert.

## Buddhizmus a három királyságban

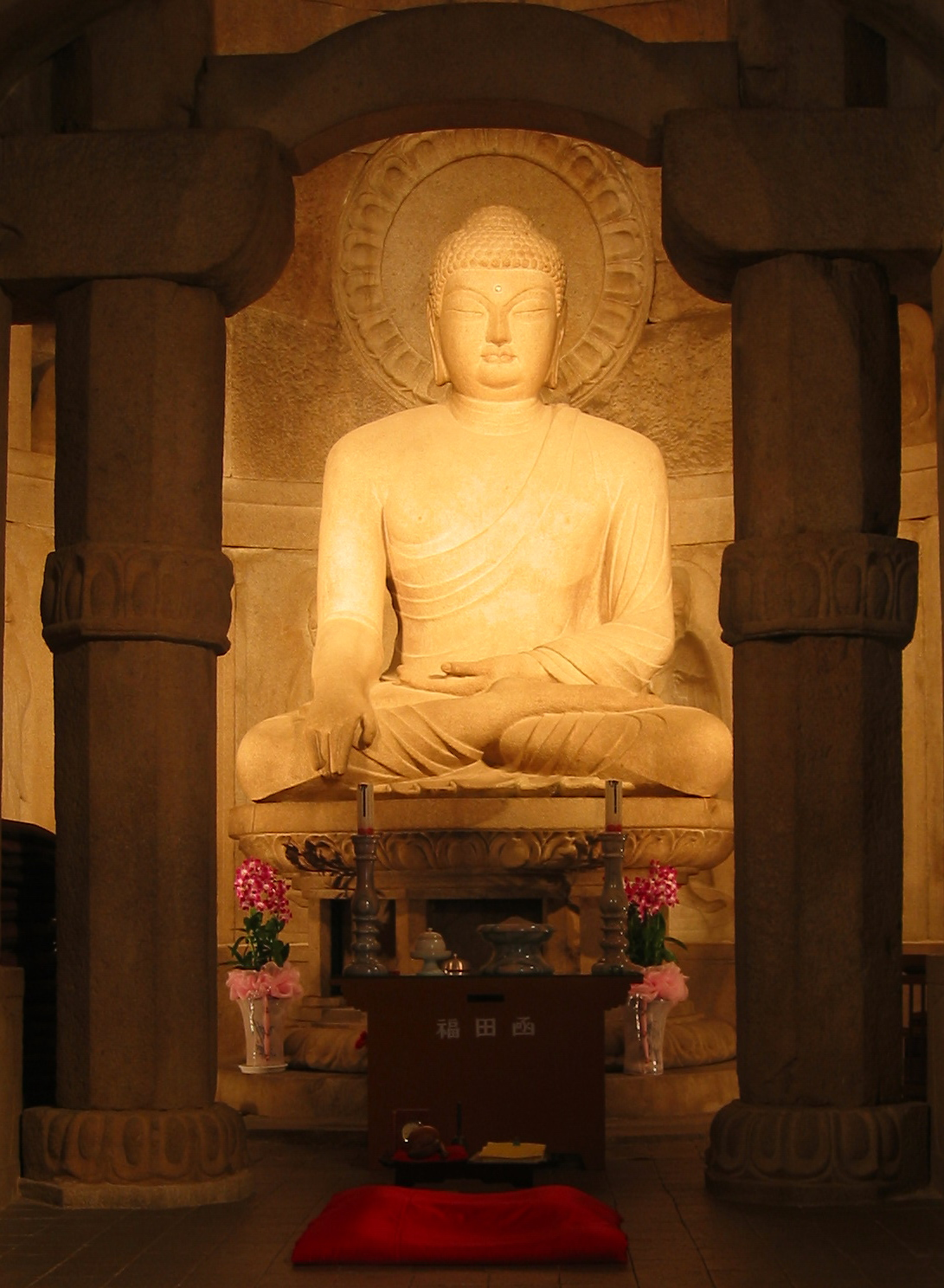
Gautama Buddha ábrázolása a Szokkuram-sziklabarlangban, Kjongdzsu, Dél-Korea.

A buddhizmus 4. századi megjelenése idején a Koreai-félszigeten három királyság osztozott. Északon Kogurjo, délnyugaton Pekcse, míg délkeleten Silla helyezkedett el. Egyes koreai buddhista szerzetesek Indiába vagy Kínába utaztak a három királyság idején, hogy tanulmányozzák a buddhizmust. A szerzetesek számos buddhista írást hoztak külföldről, és térítő tevékenységet folytattak Korea területén. Ebben az időszakban számos iskola fejlődött ki Koreában. Ezek különböző területekre fókuszáltak. Például az erkölcsi szabályok (sila), a Maháparinirvána-szútra témái, vagy az ún. középút (Madhjamaka) területére.
Nem egyértelmű a Koreából Japánba küldött első misszió dátuma, azonban az ismert, hogy a másodikat 577-ben küldték el Japán vezetőinek meghívására. Az erős koreai hatás a buddhizmus fejlődésére Japánban az Egyesített Silla-korszakban is folytatódott.

### Kogurjo
A Korai Csin Királyságból 372-ben egy szerzetest küldtek a kogurjói királyi udvarba, akinek a tanításait a király és alattvalói gyorsan elfogadták. A kínai buddhizmus akkori formájában, illetve a koreai sámánizmusban sok közös volt. Ez vezethetett a buddhizmus gyors elfogadásához Kogurjoban. A korai buddhizmus Sillában kogurjoi hatás alatt fejlődött. Kogurjoi szerzetesek mentek Sillába, és prédikáltak az ottani emberek számára. Közülük került ki Sillában az első buddhista pátriárka.

### Pekcse
Egy Marananta nevű indiai szerzetes érkezett 384-ben Pekcsébe Kínán át, akinek a buddhista tanításait Cshimnju király elfogadta, és az embereket a buddhizmus követésére, és a boldogság keresésére szólította fel. Egy pekcsei szerzetes 526-ban Indiába utazott, és a Vinajáról szóló szövegekkel tért vissza. Ezt követően megalapította az ezekhez kapcsolódó buddhista iskolát Koreában.

### Silla
A buddhizmus az 5. századig nem jutott el Sillába. A buddhizmus kezdetben a közembereket vonzotta, míg az arisztokraták ellenálltak. Csinhung (Jinheung) király uralkodása idején azonban már ösztönözték a buddhizmus terjedését, sőt Silla nemzeti vallásának ismerték el. Buddhista elveknek megfelelően kiképzett fiatalokból hvarangokat hoztak létre a királyság védelmére. Silla egyik legjelentősebb buddhista tudósa Vonhjo (Wonhyo) volt, aki filozófiájának középpontjába minden dolog egységét, és kölcsönös függőségét állította. A buddhizmus nagyon sikeres volt ebben az időszakban, Silla több királya is áttért a buddhizmusra.

#### Elterjedése

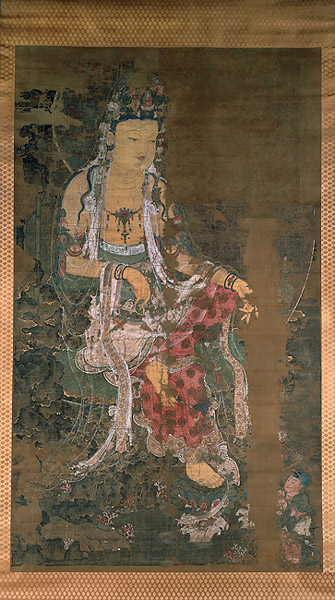
Avalókitésvara bódhiszattva selyemre készült tintafestménye 1310-ből, Umun Kim festménye.

A legendák szerint Pophung (Beopheung) király szerette volna államvallássá tenni a buddhizmust, ám az udvari főurak ezt erősen ellenezték. Icshadon (Ichadon), a király egy tanácsosa rávette a királyt, hogy adjon ki egy hirdetményt, amiben legitimálja a buddhizmust, és azt hitelesítse a királyi pecséttel. Pophung (Beopheung) ezt megtette, és amikor a főurak kérdőre vonták a királyt, Icshadon (Ichadon) magára vállalta a dolgot. Azt mondta, hogy ő készítette az irományt, és ő használta a királyi pecsétet, ezzel vállalva a halálbüntetést hamisításért. A történet ezután mesébe illő csodákkal folytatódik, Icshadon (Ichadon) megjósolta a királynak, hogy az ő kivégzésekor csodák történnek majd, és ez meggyőzi az ellenző főurakat a buddhizmus erejéről. Icshadon (Ichadon) jóslata valóra vált, és kivégzése napján a föld megremegett, a nap elsötétült, virágok hullottak az égből, levágott feje a Gyémánt-hegység (Kumgangszan (Gumgangsan)) tetejére repült, és a nyakából vér helyett tej lövellt ki, 30 méter magasra. A hitetlenkedő főurakat meggyőzték a „jelek”, és a buddhizmus államvallássá lett 527-ben. Icshadon testét végül a Gyémánt-hegység sziklái között temették el. Az ő mártíromsága nyomán épült fel a Silla királyság első államilag támogatott buddhista temploma, a Hüngrjun.
A következő király, Csinhung (Jinheung) (540-576) is támogatta a buddhizmust, az pedig lassan Silla tényleges nemzeti vallása lett. Megjelent egy új katonai elit is, a hvarangok, akik a buddhizmus tanai gyakorlása mellett katonai kiképzést is kaptak. A fiatal férfiakból álló csoport, nemsokára komoly befolyásra tett szert, és katonai erejüknek a félsziget egyesítésében is szerepe volt.

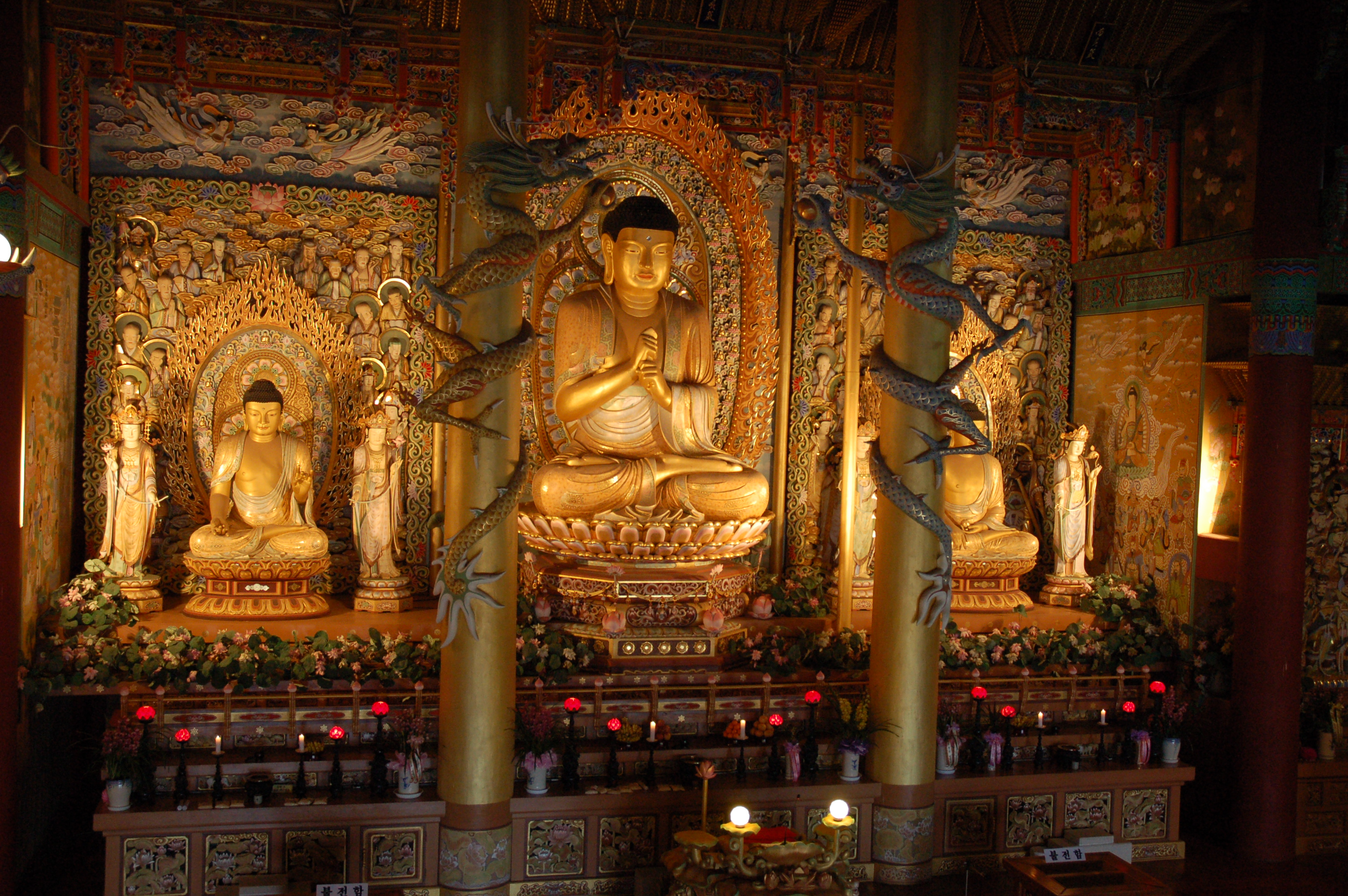
Buddhista templom tipikus belső stílusa.

A kor egyik nagy filozófusának számított Vonhjo (Wonhyo) (617–686), aki céljául tűzte ki a különböző buddhista iskolák szintetizálását, és ennek az egyesítésnek a gondolatát a társadalomban is véghezvinni. A világi és egyházi élet egyesítése mellett volt, ő maga a szerzetet, közösségét és a hagyományos papi életet elhagyva, egy dobbal prédikált, embereken segített, meg is házasodott. Az elmélet és a gyakorlat összetartozását is hirdette – amit a „fejsze példázattal” igazolt.  
Egy közeli barátjával, a tudós, szerzetes Iszanggal (Uisanggal) (625–702) elindult Kínába, hogy a buddhizmust tanulmányozzák. A legenda szerint Vonhjo (Wonhyo) egy éjjel felébredt a nagy szomjúságtól, vizet merített, ivott és visszaaludt. Másnap reggel látta, hogy egy emberi koponyából ivott – ekkor rájött, hogy a megvilágosodás az elmében dől el. Ezután visszafordult, mert nem látta tovább értelmét Kínába menni. Iszang folytatta útját, és Kínában a Hua-jen iskola egy mesterénél, Zijannál tanult. Ennek a mintájára alapította meg Koreában a Hveom iskolát. Mindkét gondolkodónak számos műve maradt ránk, amik fontos forrásai a korabeli koreai buddhizmusnak.
668-ban a Silla királyságnak sikerült egyesítenie az egész koreai félszigetet. A buddhizmus – sajátos koreai formája – ekkor hódította meg először ezt a területet teljesen. Egy körülbelül százéves békésebb korszak következett, és egyúttal a buddhista tanok és iskolák is egyre nagyobb népszerűséget szereztek. A figyelem középpontjában Vonhjo és Iszang tanításai  álltak, valamint a Hveom iskolából sokat kiemelő Szon irányzat.  A koreai buddhizmus tanításai nagyrészt tehát Kínából valók, ugyanakkor a Silla kori koreai buddhizmus is – főleg a fentebb említett két filozófus tanításai – visszahatott a kínaira: Vonhjo kommentárjai Fa-cang (Fazang)ra  voltak nagy hatással, illetve Voncsuk Szamdhinirmocsána Szútra kommentárjai a tibeti buddhizmusra hatottak.
A Silla kori buddhizmus jelentős kulturális és művészeti értékek felelőse sok téren, megemlíthető itt a szobrászat, festészet, építészet és az irodalom. A korszak alatt sok kimagaslóan szép és nagy buddhista templom épült – a mai napig leghíresebb Pulgukszával (Bulguksával), és a hozzá tartozó Szokkuram (Seokguram) sziklatemplommal az élen.

## Buddhizmus az északi és déli államok korában (668-935)

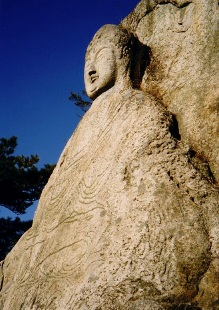
Buddhát formázó 7. századból (Silla) való kőszobor Kjongdzsu közelében.

### Egyesített Silla (668-935)
Silla királysága 668-ban sikeresen egyesítette az egész félszigetet, politikai stabilitást biztosítva ezzel, ami a buddhizmus számára is különösen kedvező volt. Többféle buddhista tan (pl. a jógácsára kelet-ázsiai változata, a Tiszta Föld és a dharma-természet iskola) is igen népszerű volt. Vonhjo a Tiszta Föld gyakorlatát tanította, ami igen elterjedtté vált, és hosszú ideig befolyást gyakorolt a buddhista gondolkodásra Koreában. Vonhjo tanításaiban megpróbálta szintetizálni a kínai és az indiai buddhista tanokat, népszerű keretet adva a kelet-ázsiai filozófiai iskolák számára.  A Sillából érkező hatások visszahatottak a kínai buddhizmusra. Vonhjo kommentárjai például igen fontos szerepet játszottak Fa-cang, a kiemelkedő kínai filozófus gondolatainak alakításában, míg más korabeli koreai kommentárok a tibeti buddhizmusra gyakoroltak erős befolyást. A buddhizmus intellektuális fejlődése számos területen igen jelentős kulturális teljesítményeket hozott magával, beleértve a festészet, az irodalom, a szobrászat és az építészet területét is. Ebben az időszakban számos nagy buddhista templom épült.

### Palhe (698-926)
Államvallásként a buddhizmus szintén virágzott Palhében, az északi koreai királyságban, amelyet Kogurjo bukását követően alapítottak. A buddhista templomok maradványai, illetve az egyéb buddhista régészeti leletek azt mutatják, hogy a buddhizmus meghatározó szerepet játszott az emberek életében. Az állam bukását követően hatvan szerzetes együtt menekült az újonnan alapított Korjo királyságába.

### Szon
A koreai buddhizmus új korszaka kezdődött el a szon iskoláinak létrejöttével a kései Silla idején. Kínában a buddhista gyakorlat meditáció-alapú megközelítésének erősödése, amely csanként vált ismertté, a 6. és a 7. században kezdődött, nem sokkal azelőtt, hogy az új meditációs iskola hatása elérte Koreát, ahol ezt szonnak hívták. Ennek következtében feszültség keletkezett az új meditációs iskolák és a korábban is létező elméleti irányultságú iskolák között. Számos koreai tanulmányozta a csant Kínában, és hazatérésüket követően vezető tanítványaikkal megalapították saját iskoláikat különböző hegyi kolostorokban. Kezdetben ezeknek az iskoláknak a száma kilenc darabban volt meghatározva. Egy koreai herceget pedig, aki szerzetes lett, és szintén Kínába ment, sok kínai Ksitigarbha mennyei bódhiszattva megtestesülésének tart.

## A buddhizmus, mint államvallás Korjo időszakában (918-1392)

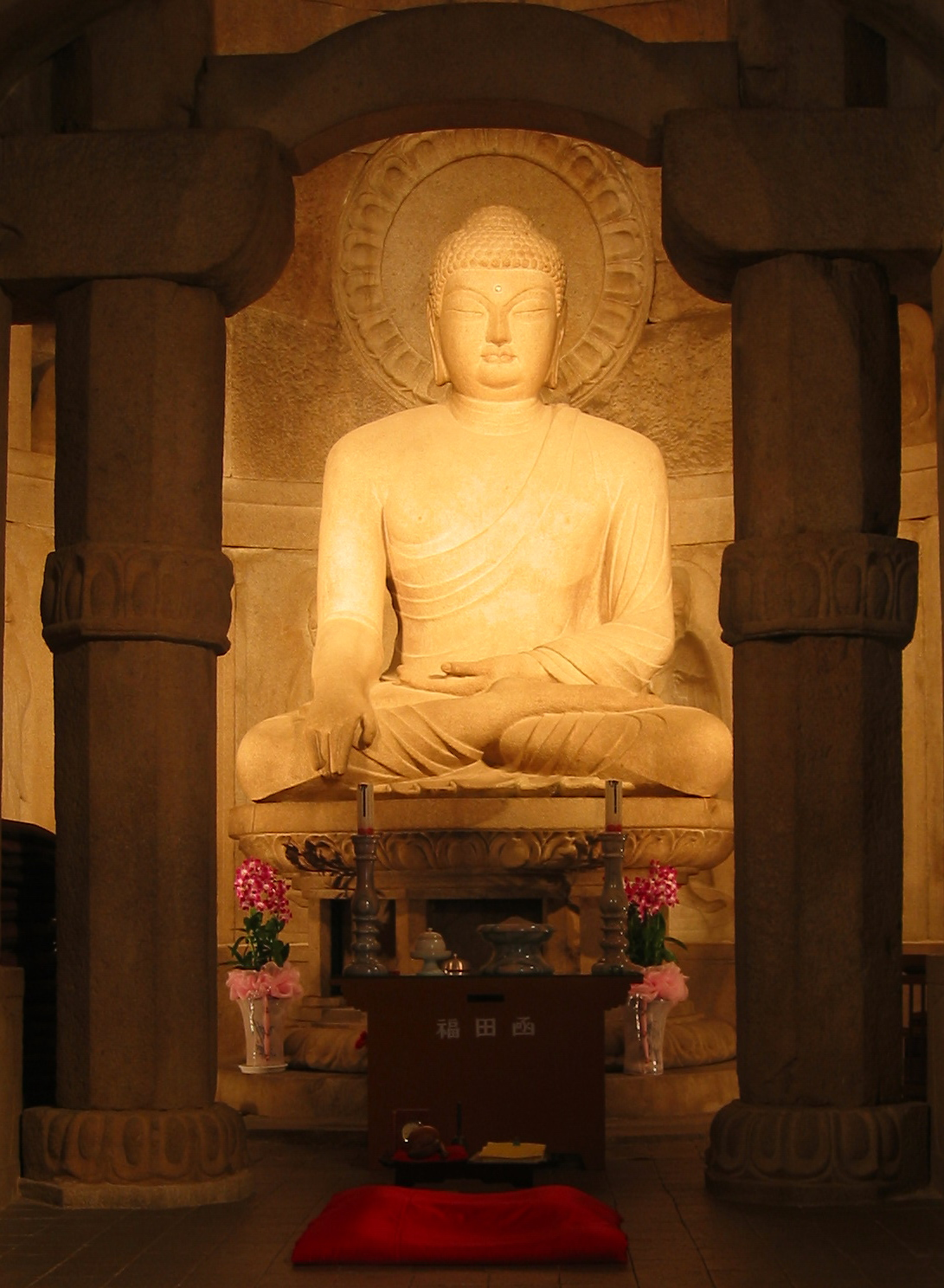
Sákjamuni Buddha szobra a Szokkuram sziklabarlangban, Dél-Koreában

A középkori Koreában a buddhizmus az államhatalom elismerésére is szolgált. A szon új iskoláit a már megalapozott iskolák radikálisnak és veszélyesnek tekintették, ezért a kilenc hegyi kolostor korai alapítói jelentős ellenállással találkoztak. Ezek a küzdelmek folytatódtak Korjo időszakának nagyobb részében, azonban fokozatosan a szon irányzat érvelése kerekedett felül a megvilágosodással kapcsolatban. A szon későbbi iskolái általában nem állították a szon meditációs módszereinek felsőbbrendűségét, hanem inkább a szon és a más nézőpontok egységét, hasonlóságát. Az időszak vége felé a szon domináns hatásúvá vált a kormányzatban és a társadalomban, továbbá a jelentős tudósok munkáiban. Korjo időszakában a szon államvallássá vált, így jelentős támogatást és kiváltságokat kapott.
A szon legfontosabbnak tekinthető alakja Korjoban Csinul volt. Csinul idejében a szangha válságban volt. A buddhizmus fokozatosan kezdett elvilágiasodni. Elterjedt például különféle imák ajánlása világi vállalkozások sikere érdekében. Megnőtt azoknak a szerzeteseknek a száma, akik megkérdőjelezhető motivációkkal rendelkeztek. Csinul ezért létrehozott egy mozgalmat a szon keretében azzal a céllal, hogy megalapítsa a fegyelmezett és tiszta tudattal rendelkező gyakorlók új közösségét a hegyekben. Csinul átalakította a szon módszereit úgy, hogy hatottak rá a kínai csan egyes tanítói, és a fokozatos gyakorlatot, ugyanakkor a hirtelen megvilágosodást tanította. Meditációs módszere manapság is a Koreában tanított szon fő módszere. Csinul filozófiai megoldása a szon és az elméleti irányultságú iskolák konfliktusára mély és hosszú ideig tartó hatást gyakorolt a koreai buddhizmusra.
Korjo időszakának utolsó részében a buddhizmus a hanyatló tendenciát mutatott a korrupció, valamint a buddhizmussal szemben ellenséges politikai és filozófiai nézetek erősödése miatt. Ennek ellenére ebben a periódusban éltek Korea legjelesebb mesterei közül néhányan. A kínai filozófia növekvő hatására az oktatásban, tanításaikban erőteljes megértést mutattak a konfucianizmus és a taoizmus iránt. Szintén ennek az időszaknak a fontos eseménye volt a Tripitaka első koreai kiadása. Az első kiadás egy tűzben megsemmisült 1232-ben a mongol támadás következtében, azonban a második kiadás jelenleg is létezik. A Tripitaka ezen kiadása jó minőségű volt, és standard változatként szolgált közel 700 éven keresztül Kelet-Ázsiában.

## Elnyomás a Csoszon-dinasztia idején (1392-1910)
Li Szung Ko tábornok miután puccsot hajtott végre, 1392-ben megfosztotta trónjától Korjo utolsó királyát, és neokonfuciánus támogatással megalapította a Csoszon-dinasztiát. A korábbi buddhista iskolák előbb két iskolába tömörültek, majd ez a szám is csökkent, és a szon egyetlen iskolája maradt meg. A kormányzat erős elnyomása, és a neokonfucianizmus ideológiai szembenállása ellenére a buddhizmus intellektuálisan gyarapodott. Számos írás született a buddhista kánon több részével (pl. a Gyémánt- és a Szív szútrával) kapcsolatban. Kialakultak az ezeket, és a kiemelkedő koreai szerzetesek válogatott műveit tartalmazó buddhista tananyagok.
A Csoszon-dinasztia idején a buddhista kolostorok száma rendkívüli mértékben lecsökkent, és számos intézkedést vezettek be a buddhizmus ellen (pl. tiltották a buddhista temetéseket). Egyes uralkodók azonban enyhítettek ezeken az intézkedéseken. A buddhizmus elfogadottságának minimális szintű visszaállítására az egyik legfontosabb ok a buddhista szerzetesek szerepe volt az 1592 és 1598 közötti japán inváziók elleni küzdelemben. Ebben az időben a kormányzat gyenge volt, és nem volt képes erős ellenállást tanúsítani. Az ország szorult helyzete arra ösztönözte a szangha egyes vezetőit, hogy katonai egységeket szervezzenek a szerzetesekből. A szerzetesek hadserege fontos tényező volt a japán támadók kiűzésében. A szerzetesek vezetője pedig központi szerepet játszott a buddhizmus újjáéledésében. Tanítványain keresztül több modern koreai buddhista irányzat is ekkorra vezeti vissza magát.
A koreai buddhizmus a következő japán behatolásig eltelő mintegy 300 évben megtartotta legtöbb korábbi jellegzetességét, bár ebben az időszakban is felléptek jelentős tanítók, és bizonyos irányzatok újjáéledtek. Ilyen volt például az Amitábha mennyei buddhában való hiten alapuló Tiszta Föld iskolája. Bár a kormányzat ebben a korban is szigorú ellenőrzés alatt tartotta a buddhista közösséget, azonban a Csoszon-dinasztia korai időszakára jellemző nagy elnyomás többé nem tért vissza.

## Buddhizmus a japán gyarmati uralom alatt (1910-1945)
Röviddel azután, hogy Japán annektálta Koreát, a koreai buddhizmus számos változáson esett át. Egy 1911-es szabályozás megváltoztatta a hagyományos rendszert, amelyben a templomokat a buddhista közösség kollektív vállalkozásként működtette, bevezetve egy japán jellegű gyakorlatot, amelyben a japánok által kinevezett apátnak templomi tulajdont adtak magántulajdonként. Egyes szerzetesek pedig elkezdték átvenni a japán szokásokat azzal, hogy megházasodtak és gyermekeket vállaltak. Az előbbi szabályozást 1920-ban felülvizsgálták azért, hogy átszervezzék a templomi adminisztrációt, és lehetővé tegyék a japán kormányzat számára, hogy közvetlenül felügyelhessék az ország főbb templomait. Japán 1937-es kínai invázióját követően a koreai buddhizmus szigorúbb ellenőrzés alá került. A japán hatóságok számos templomi műtárgyat Japánba szállítottak.

## Buddhizmus és nyugatiasodás (1945-)
Miután Korea felszabadult a japán megszállás alól 1945-ben, a Chogye rend nőtlen szerzetesei elkezdték átvenni a templomokat azoktól a megházasodott papoktól, akik vezették ezeket a megszállás idején. Ez a rend tekinti magát a hagyományos koreai buddhizmus elsődleges képviselőjének.

### Dél-Korea
Az 1950-es évektől Li Szin Man és mások azon dolgoztak, hogy megosszák és gyengítsék a buddhista közösséget Dél-Koreában. Li Szin Man elnök kampányolt a „japán buddhizmus” ellen. Komoly konfliktus keletkezett a házas papok és a nőtlen szerzetesek között. A konfliktusok következtében a buddhizmus hatása csökkent. A buddhizmus követőket veszített továbbá azért, mert keresztény misszionáriusok ki tudták használni ezt a gyengeséget.
Az 1960-as évektől a buddhizmus erősödni kezdett különféle független laikus szervezetek alakulása révén, amelyek terjesztették a buddhista tanításokat és spirituális fejlődést. Ez modernizálta a buddhizmust Dél-Koreában. A kormányzat pedig jelentős támogatást nyújtott a buddhista templomok helyreállításához, segítve a buddhizmus újjáéledését. Pak Csong Hi elnöknek nem sikerült elrendezni a belső vitákat, azonban szövetségest talált a Chogye rendben.
Az 1980-as években Cson Duhvan elnök korlátozta a buddhisták tevékenységét. Számos történelmi templomot turisztikai céllal kezdtek használni, megfosztva ezzel a templomokat az autonómiájuktól. Az 1980-as évek folyamán a buddhista közösség szigorú megfigyelés alatt állt, és sok buddhistát üldöztek hamis vádakkal. A buddhizmus közben radikalizálódott. Ez részben reakció volt az agresszív keresztény hittérítésre. Az 1980-as évek közepétől a buddhizmus a médián és az oktatáson keresztül is terjedt. Például a Magyarországon is működő Kvanum Zen Iskola Dél-Korea legsikeresebb nemzetközi misszionárius intézménye.
Az 1990-es években a konfliktusok folytatódtak a buddhisták és a kormányzat, illetve a fundamentalista protestánsok között. Folytatódott a vallási erőszak, a buddhista műemlékek elleni támadások. Ez összefüggésben áll azzal, hogy a kormányzatban a keresztények jelentős súllyal vannak jelen.
Az utóbbi években a buddhizmus kulturális és spirituális újjáéledése figyelhető meg, a követők növekvő számával. Pak Kunhje 2013-tól kezdődő elnöksége azt célozza, hogy elfojtsa a buddhisták elleni protestáns támadásokat, és növelje a vallási együttműködést az országban.

### Észak-Korea
Észak-Koreában a rezsim aktívan szorítja vissza a vallások gyakorlását, beleértve a buddhizmusét is. Ennek következtében a buddhisták hivatalos száma igen alacsony. Más vallásokhoz hasonlóan a buddhizmust is szigorú ellenőrzés alatt tartja az ország kormányzata.
Úgy tűnik, hogy a buddhizmust jobb elbánásban részesítik, mint a többi vallási csoportot, különösen a keresztényeket, akiknek gyakran kell szembenézniük a hatóságok üldözésével. A buddhisták korlátozott mértékű támogatást kapnak a kormányzattól, tekintettel arra, hogy a buddhizmus fontos szerepet játszott a hagyományos koreai kultúrában.

### Jelenlegi helyzet
A szon, amelyet a Csogje-rend dominál a templomok, a papság és a követők száma tekintetében, tradicionális gyakorlatot folytat számos nagyobb hegyi kolostorban, gyakran mélyen tisztelt mesterek irányításával. A szon modern gyakorlata tartalmában nem távolodott messzire Csinul eredeti gyakorlatától, aki bevezette a meditáció és a válogatott buddhista szövegek tanulmányozásának integrált kombinációját. A koreai buddhista szerzetesi életre jellemző a vándorlás. Bár minden szerzetesnek van saját kolostora, azonban gyakran vándorolnak a hegyekben, és tanulmányokat folytatnak az őket ilyenkor befogadó kolostorokban is. Érdemes megjegyezni, hogy a koreai szerzetesi képzési rendszer a nyugati aspiránsok növekvő számával néz szembe. Jelenleg a koreai buddhizmus a lassú változás állapotában van. Bár az uralkodó elmélet a Csinul-féle fokozatos gyakorlat és hirtelen megvilágosodás volt. Az ellenállás ellenére, ez a felfogás lassan változik.

## Fordítás
- Ez a szócikk részben vagy egészben  a   Korean Buddhism című angol Wikipédia-szócikk fordításán alapul.  Az eredeti cikk szerkesztőit annak laptörténete sorolja fel. Ez a jelzés csupán a megfogalmazás eredetét és a szerzői jogokat jelzi, nem szolgál a cikkben szereplő információk forrásmegjelöléseként.